# 唐希灿
唐希灿（1932年12月29日—），广东潮阳人，中国神经药理学家，中国工程院院士，中国科学院上海药物研究所研究员、博士生导师。

## 生平
1957年7月本科毕业于北京大学生物系人体及动物生理专业，1957年进入中国科学院上海药物研究所， 1985年入选国家外经贸考察代表团，访问考察匈牙利的药物研究与开发，2001年当选为中国工程院院士。现任中国新药与临床杂志主编、上海药物研究所学位委员会主任。

## 研究成果
唐希灿长期从事中草药内作用于神经系统有效成份的开发及作用机理研究，在国际及国内著名学术期刊发表论文138篇，研究成果已获国内专利三项、美国专利二项、欧共体专利一项。

## 荣誉
2004年获何梁何利基金奖，2007年获中国药学发展奖天士力创新药物奖，2015年获首届全国阿尔茨海默病防治科学人物奖，